# NGC 5673
NGC 5673 (również PGC 51901 lub UGC 9347) – galaktyka spiralna z poprzeczką (SBc), znajdująca się w gwiazdozbiorze Wolarza. Odkrył ją William Herschel 15 maja 1787 roku.
W galaktyce tej zaobserwowano supernową SN 1996cc.